# Seraa
Seraa (tiếng Ả Rập: صراع) là một ngôi làng Syria nằm ở Sinjar Nahiyah ở huyện Maarrat al-Nu'man, Idlib. Theo Cục Thống kê Trung ương Syria (CBS), Seraa có dân số 914 trong cuộc điều tra dân số năm 2004.